# NGC 2960
NGC 2960 é uma galáxia espiral (Sa) localizada na direcção da constelação de Hydra. Possui uma declinação de +03° 34' 38" e uma ascensão recta de 9 horas, 40 minutos e 36,5 segundos.
A galáxia NGC 2960 foi descoberta em 4 de Março de 1826 por John Herschel.